# Serra de l'Alzina
La Serra de l'Alzina és una serra situada al municipi de Cubells, a la comarca de la Noguera, amb una elevació màxima de 392 metres.